# 大久野島
大久野島（日语：／ Ōkunoshima */?）是位於日本廣島縣竹原市忠海町，離岸約3公里的海岛，面積僅0.7平方公里，海岸線長4.3公里；该岛属藝予群島，西側有小久野島、阿波島、南側為大三島，東側為高根島和生口島，全島都被劃入濑户内海国立公园。
過去在第二次世界大戰前，大日本帝國陸軍曾将该岛作为秘密研究、生产化学武器的据点，故被后人传为「毒气岛」，目前在島上仍留有許多過去毒氣工廠相關設施的遺址。此外，由於岛上栖息有大量的穴兔，過去最多時估計曾達到900只以上，因此大久野島又以「兔島」之名而闻名。
目前全島為環境省所有之國有地，由於毒氣工廠遺址及大量野生穴兔棲息，大久野島現為觀光景點並由一般財團法人休暇村協會設有「休暇村大久野島」之住宿旅館，同時也負責「毒氣資料館」及「大久野島遊客中心」之營運，每年有超過十萬人次的觀光客登島；由於島上現僅有休暇村工作人員及觀光客居住，在並無固定居住人口，故仍被日本政府視為無人島。

## 歷史
根據19世紀末1881年的統計，島上有四戶26人居住。
1894年，遞信省為提升瀨戶內海的航海安全，在島上建設了大久野島燈塔。

### 藝予要塞
此後大日本帝國陸軍為預防瀨戶內海的遭到外國軍艦的侵入，開始規劃設立藝予要塞，大久野島上也因此於1897年起開始興建砲台，在1899年至1901年期間，島上分別先後完成了北部、南部、中部的三座砲台，共設置了22門砲，直到1924年藝予要塞的編制被解散，島上的三座砲台才不再使用。

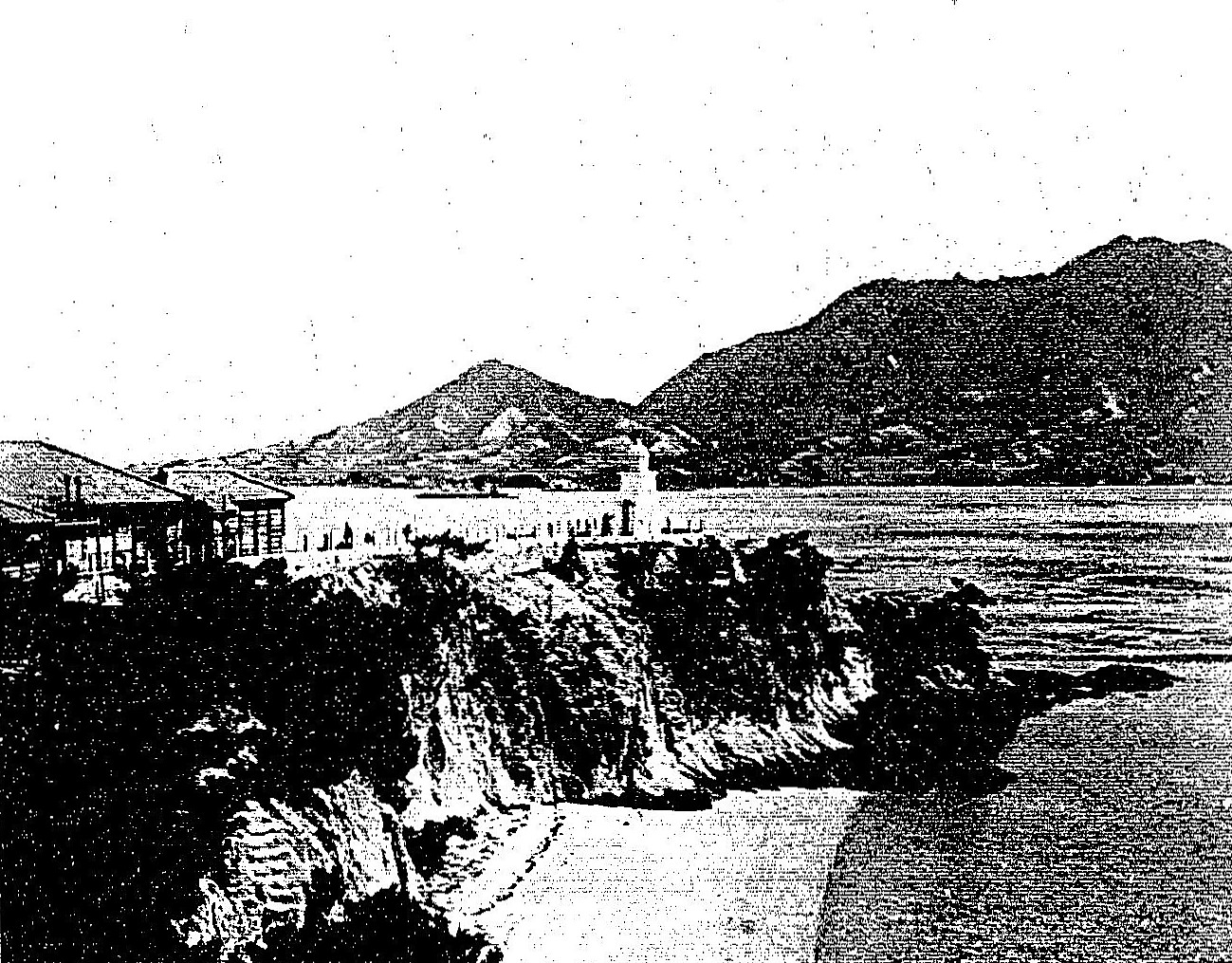
1904年3月遞信省航路標識管理所編撰的『燈塔要覧』中的大久野島燈塔照片
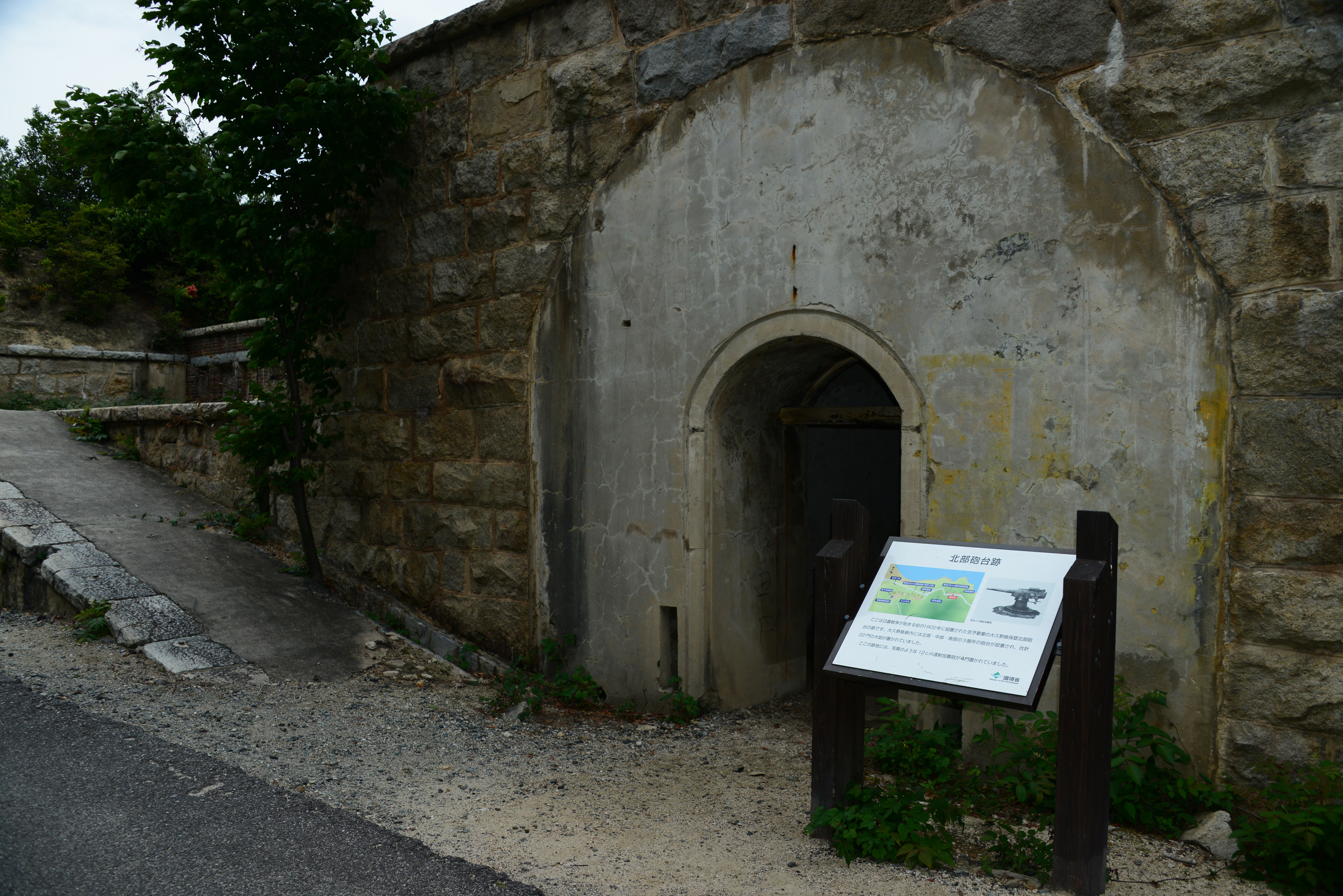
北部砲台遺址

### 毒氣島
由於在第一次世界大战时期，化学武器频繁的被使用，大日本帝國陸軍于1914年开始研究化学武器，雖然1925年的日內瓦公約開始禁止在戰爭使用化學武器，日本雖然簽署了此公約，但在日本國內當時仍未批准此項公約，因此大日本帝國陸軍仍決定要生產，在考慮保密，同時可預防毒氣逸散，以及當時此區域仍有剛解編的藝予要塞遺留下的諸多設施，1927年先在島上設立陸軍造兵廠火工廠忠海派出所，隔年開始建設工廠，並開始強制將島上當時的三戶居民遷出，專門生產化學武器的忠海兵器製造所於1929年開始投入生產。
此時期在島上最多曾有約五千人在工廠工作，同時由於軍事機密考量，在當時的地圖上也特意不標示大久野島的存在。
當時在島上除了製造在中國抗日戰爭中使用在中國大陸的化學武器外，亦生產民用殺蟲劑等等。生產的毒氣分為四類：芥子毒氣、路易斯毒氣、胡椒氣體及催淚氣體。到了戰爭後期因戰局惡化，生產規模被縮少，改為生產普通武器。而部分毒氣製品亦被棄置到海中。
太平洋戰爭終結時，島上遺留了3,270噸毒氣，包括1,451噸芥子毒氣、824噸路易斯毒氣、958噸胡椒氣體及7噸催淚氣體。日本戰敗投降後，駐日盟軍總司令及日本政府拆除毒氣生產設施及銷毀遺下的武器，但並未能完全清理所有武器，直到現時島上地下4-5米的土壤仍然含有高濃度有毒物質砷化物。
為記錄這段歷史，1988年在島上設立了大久野島毒氣資料館。

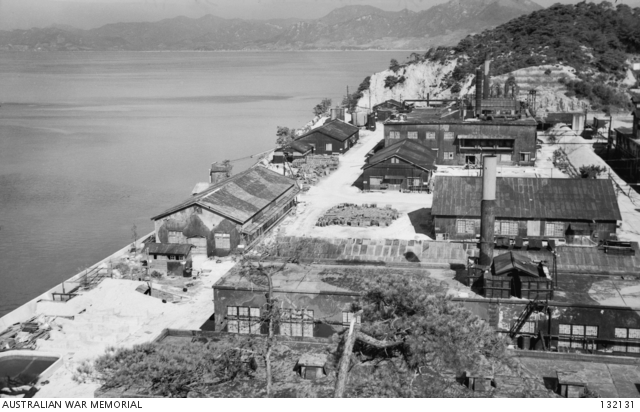
1946年拍攝的忠海兵器制造所
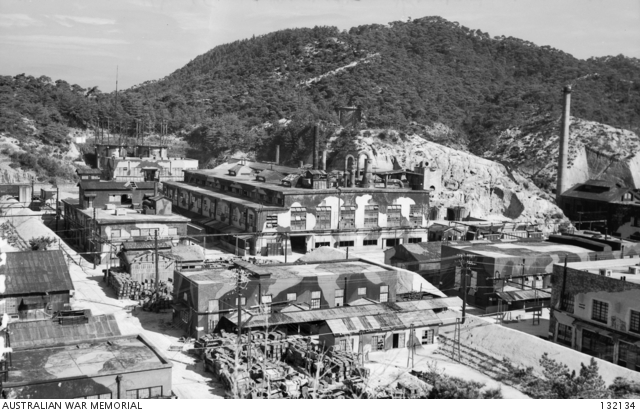
1946年拍攝的忠海兵器制造所
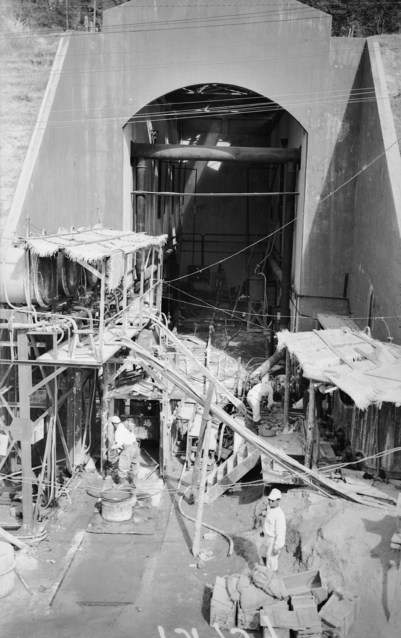
1946年拍攝的忠海兵器制造所長浦儲藏庫
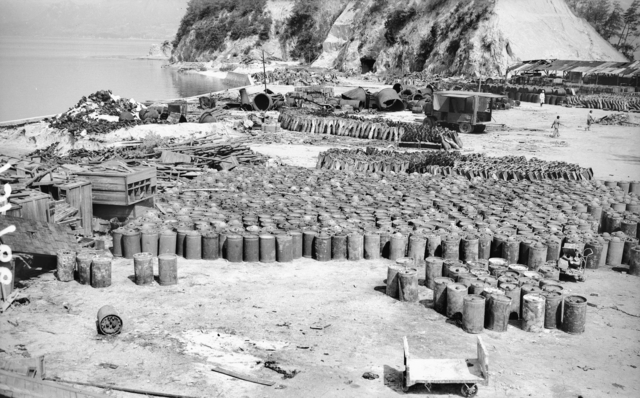
二次大戰後，大久野島上待銷毀的毒氣
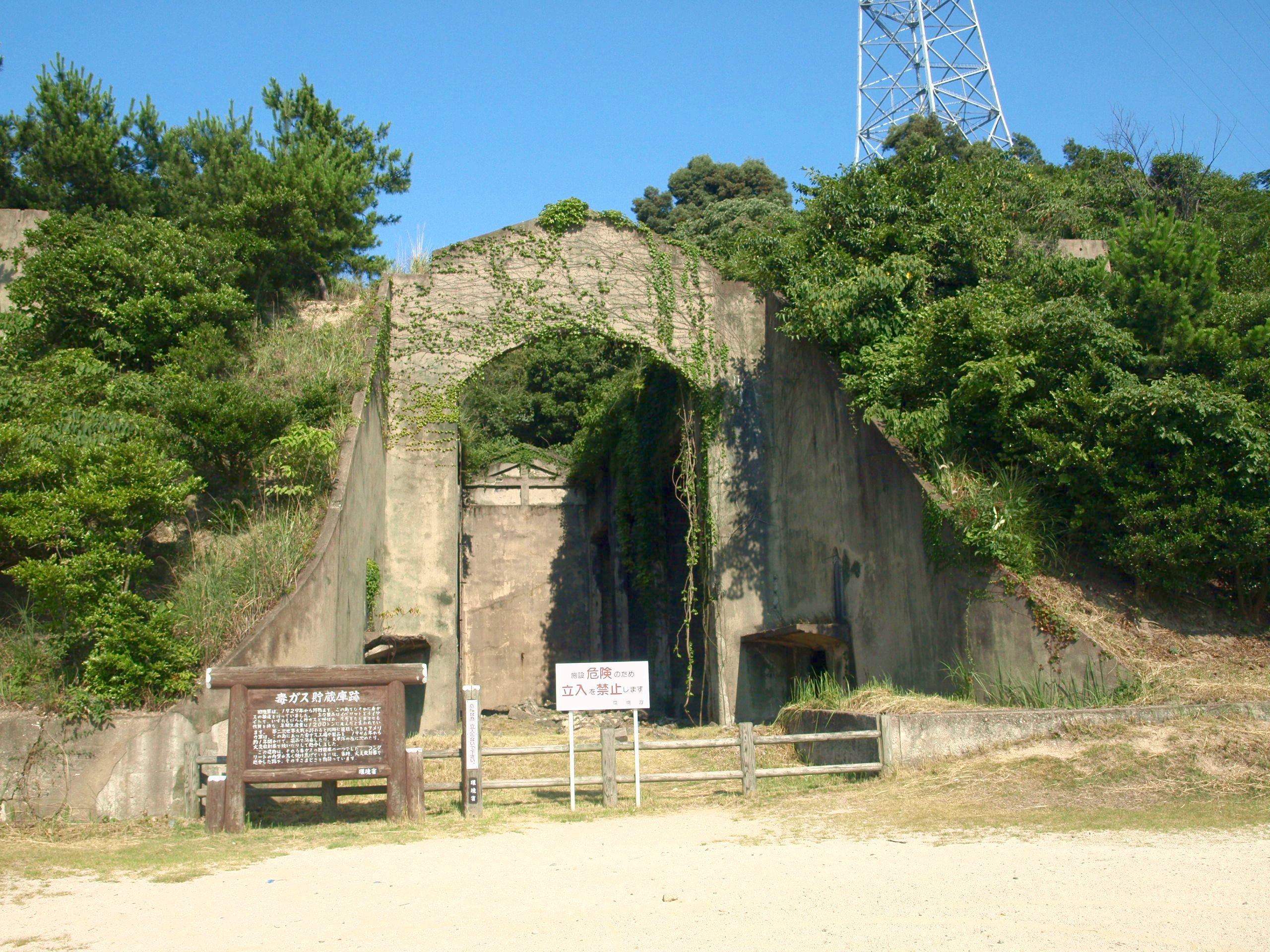
大久野島上的長浦儲藏庫遺址，過去為儲存毒氣的設施
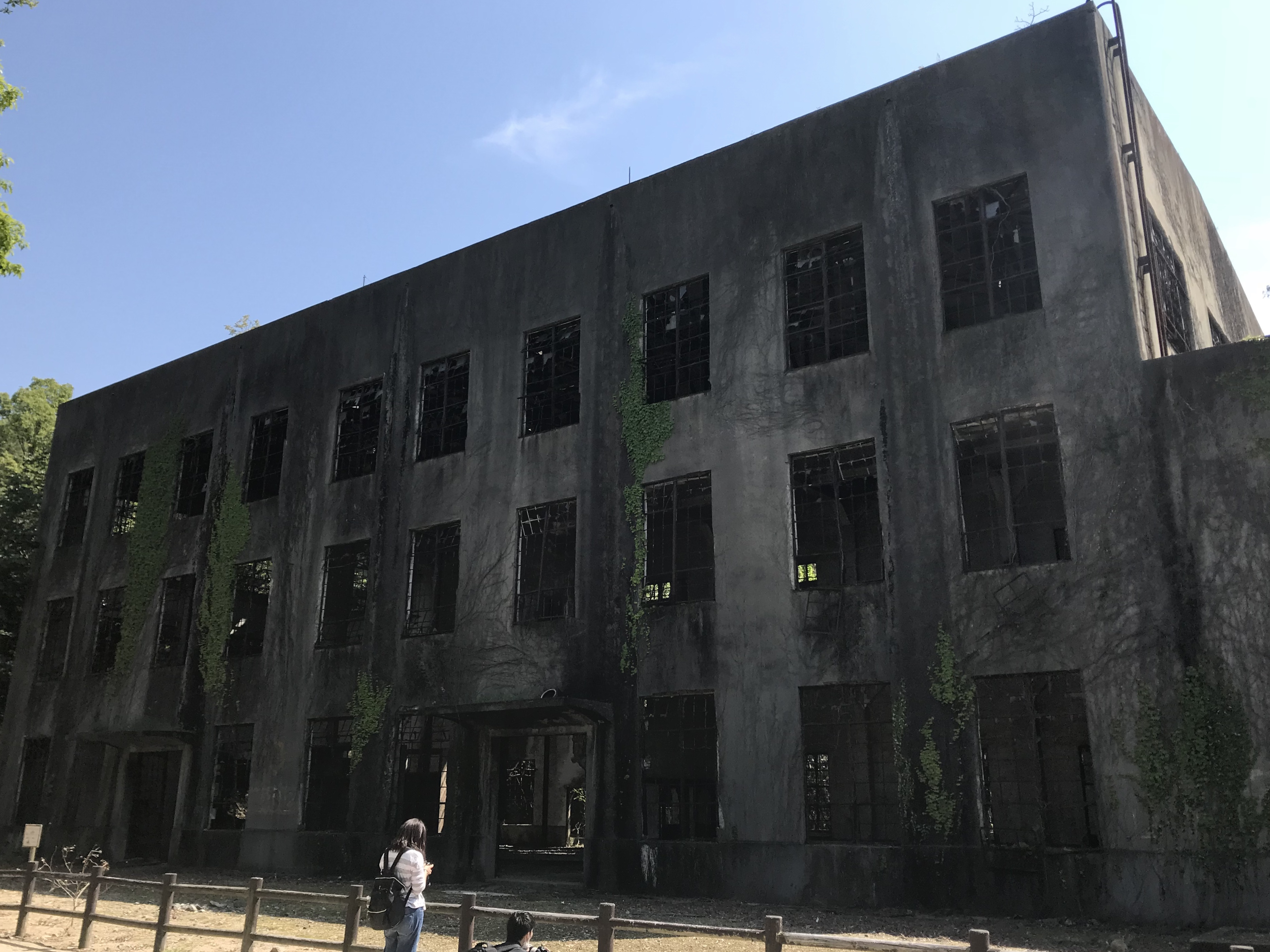
大久野島上發電廠遺址，過去為忠海兵器制造所的發電廠

### 二次大戰結束後
在1950年韓戰爆發後，大久野島島上的軍事設施也一度被美軍徵用作為彈藥庫，也因此島上大部分地區被劃為大藏省所有，僅燈塔周邊屬於運輸省。
1950年代日本觀光產業開始普及化，1960年厚生省決定在大久野島設置「國民休暇村」，並將島上除燈塔以外區域都改劃為厚生省所有；國民休暇村大久野島在1963年開始營運，並在2001年更名為休暇村大久野島。
同時日本為建設連接本州和四國的輸電線路—「中四幹線」，於1962年在島上興建輸電塔，讓本州的電力可以由忠海經大久野島送往大三島。
島上的燈塔，則在1992年重建並啟用，原有的燈塔則被保留遷移至香川縣高松市的四國村。

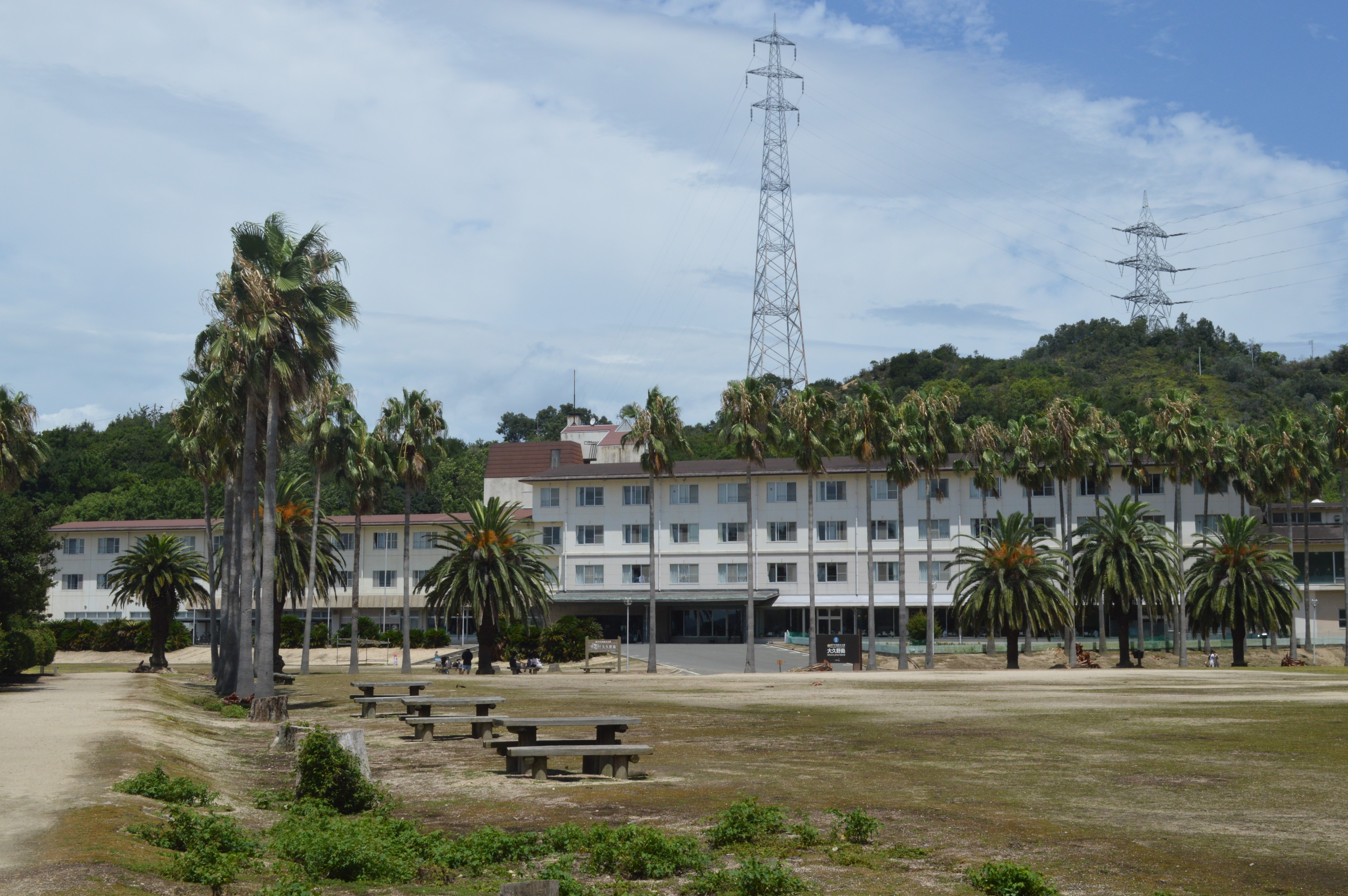
休暇村大久野島
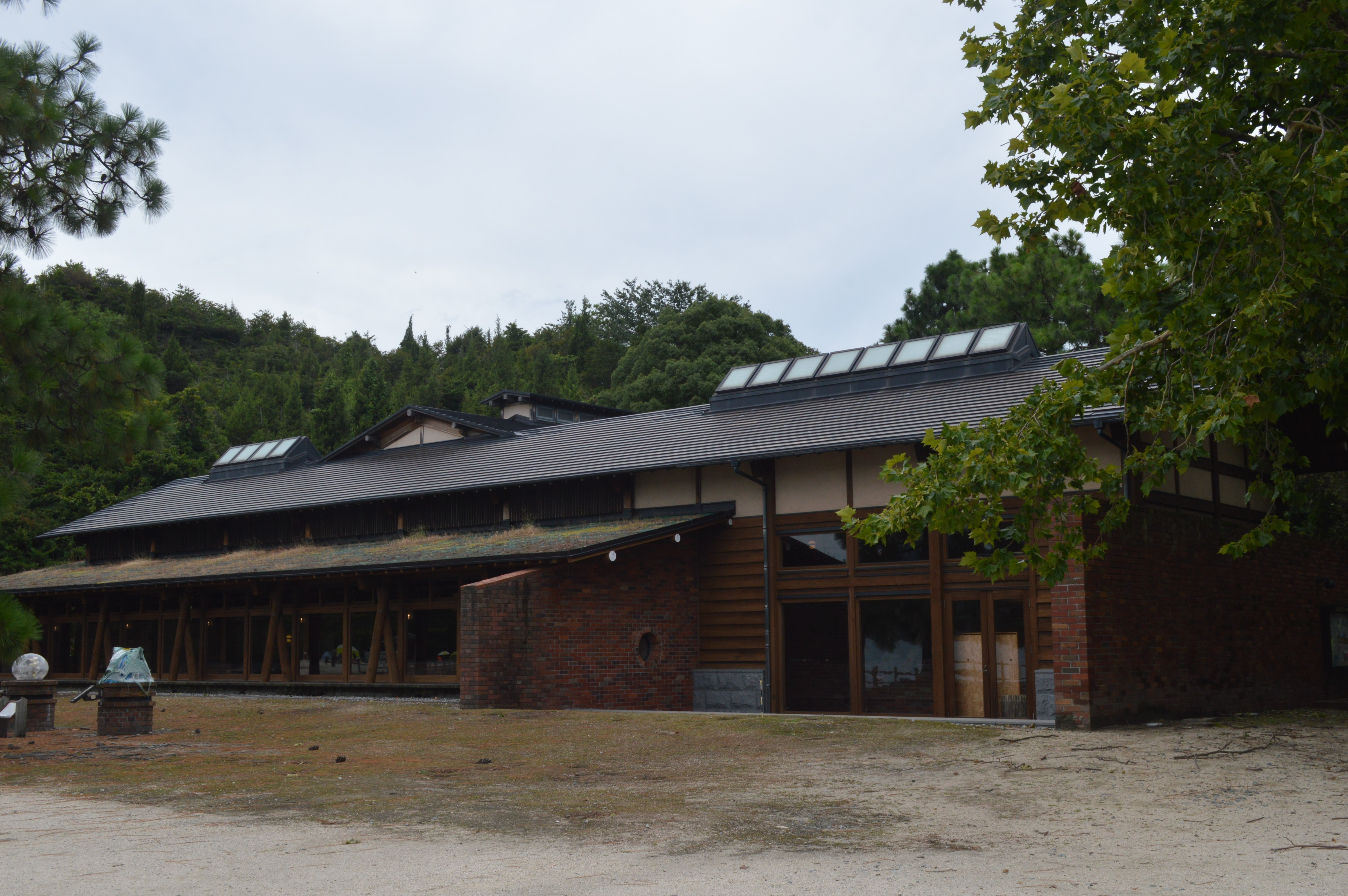
大久野島遊客中心
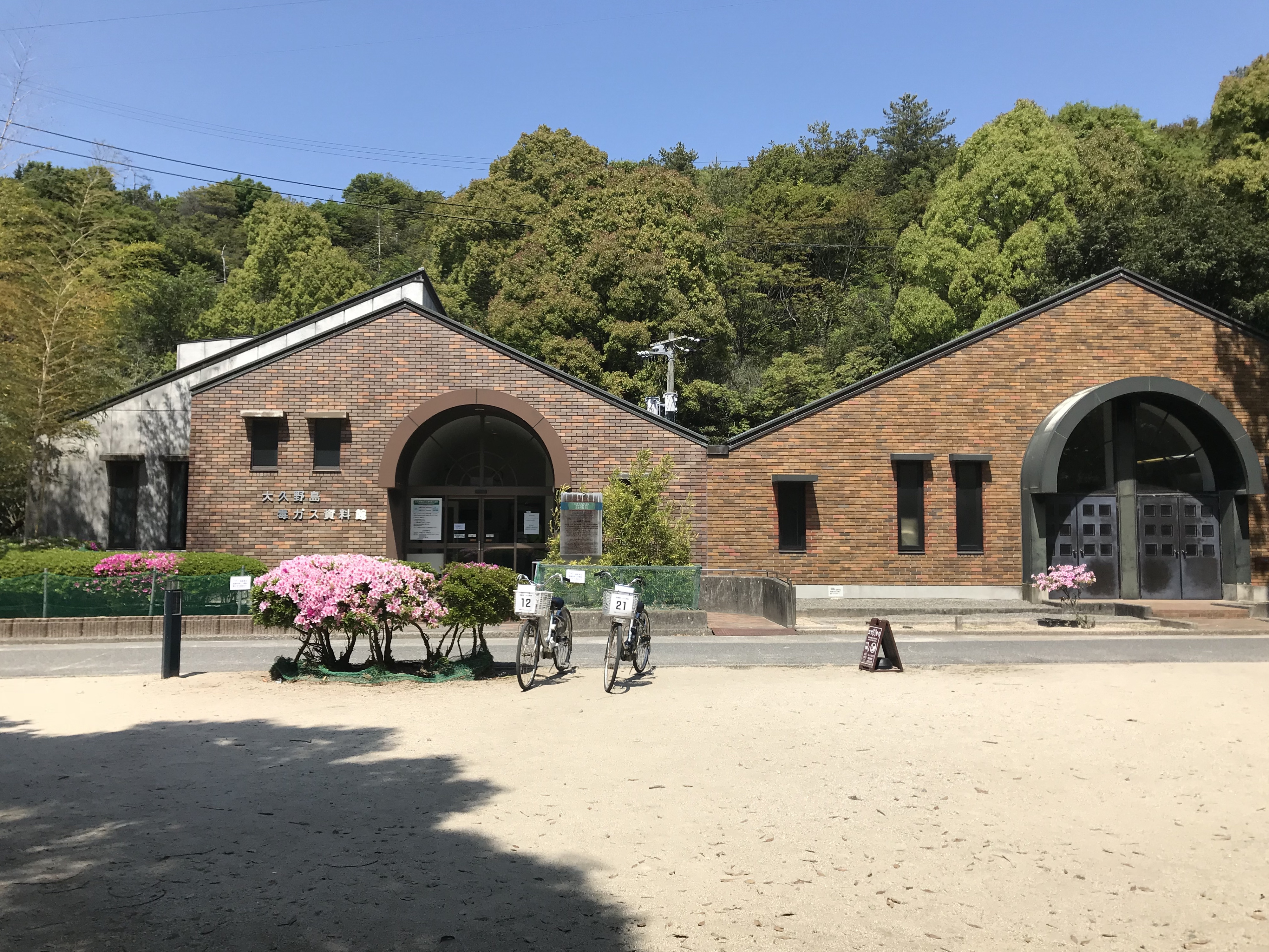
大久野島毒氣資料館
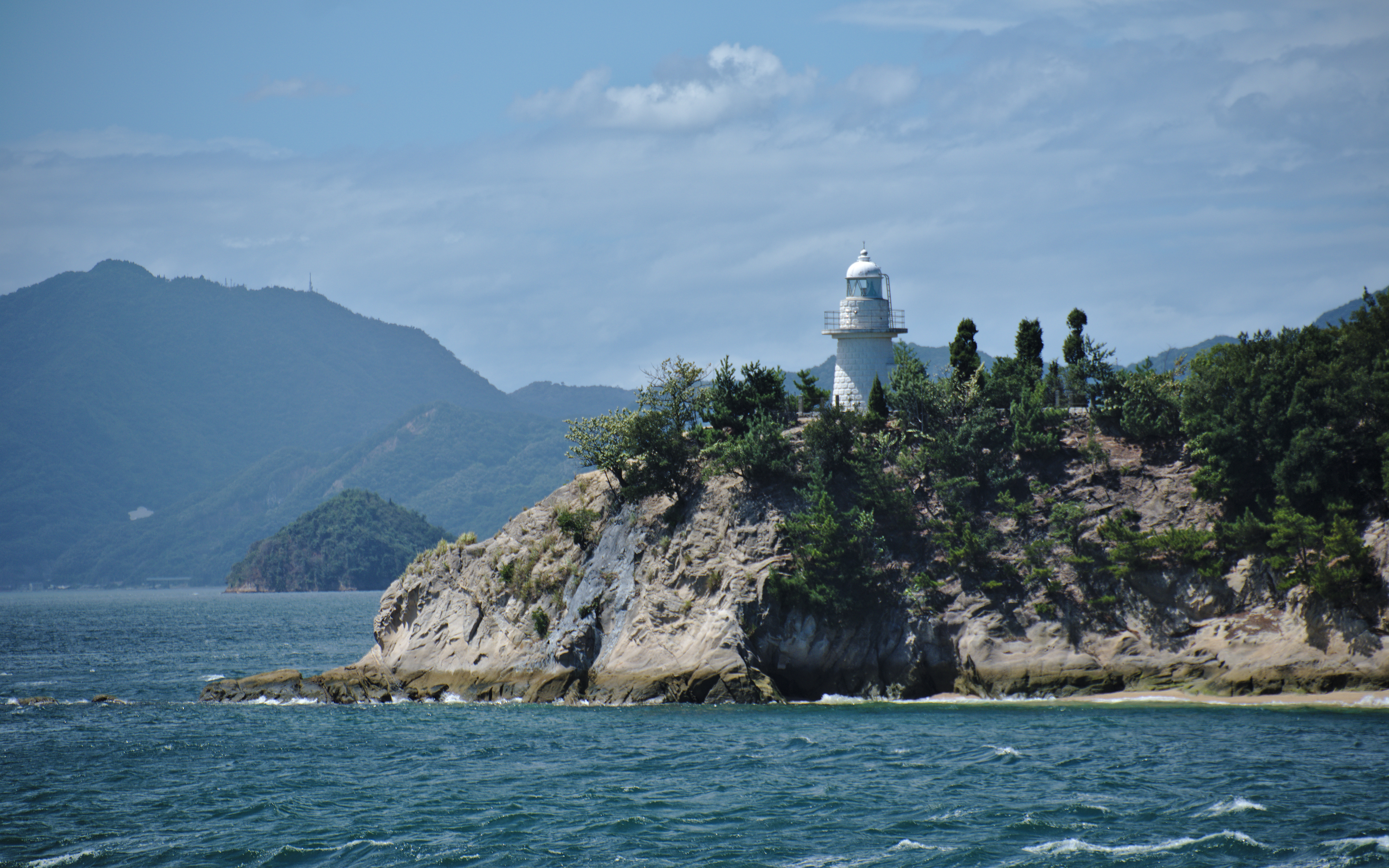
第二代的大久野島燈

### 兔島
在國民休暇村啟用后，岛外意外的引入了8只穴兔，由於島上的氣候合適且没有天敌的良好条件下開始快速繁殖，令島上的大量野生的穴兔成為大久野島的特色之一。
最多時，島上曾有超過900隻野生穴兔，因此大久野島亦被稱為「兔島」。現在為保護島上的穴兔，禁止旅客攜帶包括犬、貓的寵物登島。

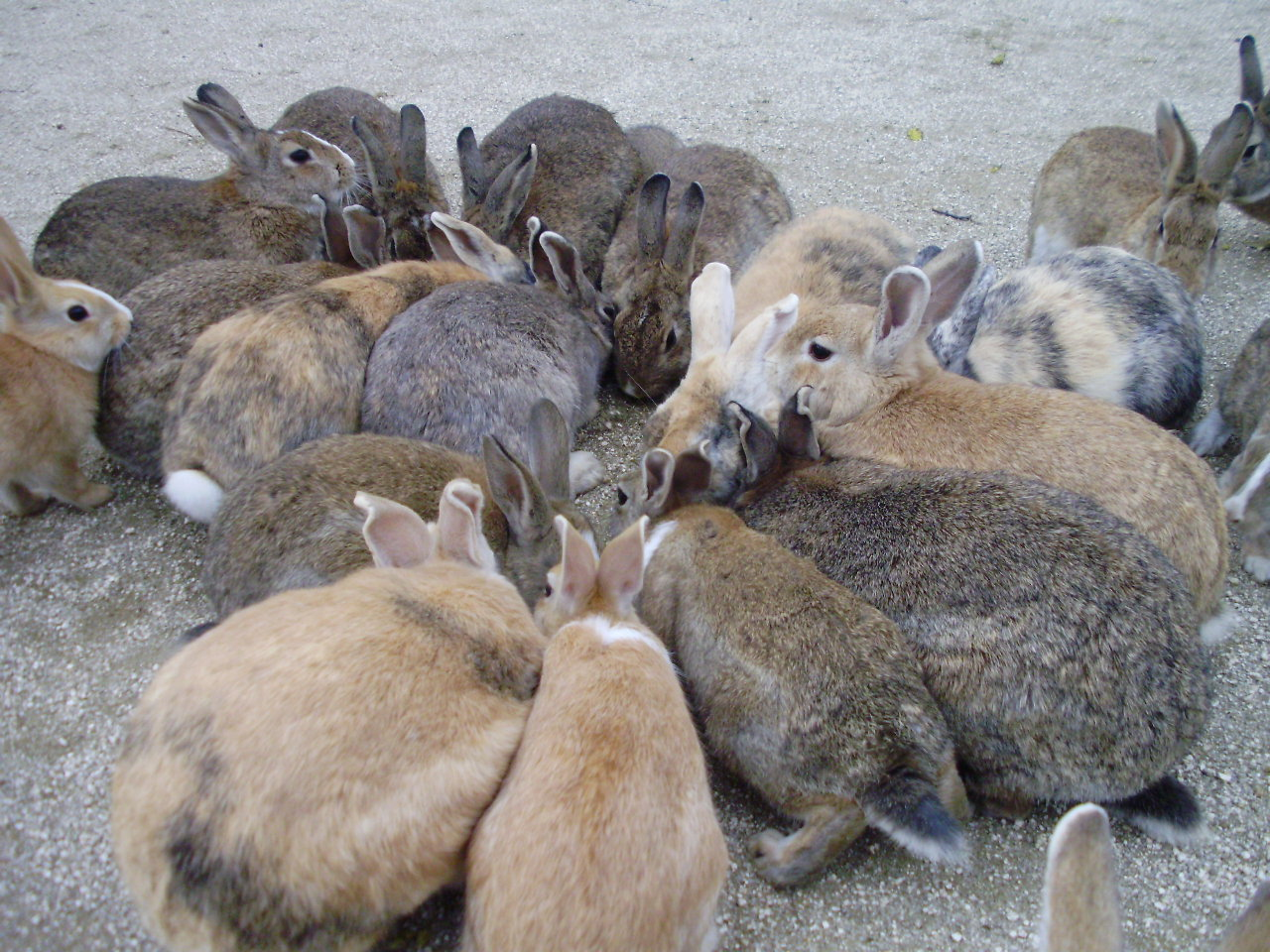
大久野島上的野生穴兔
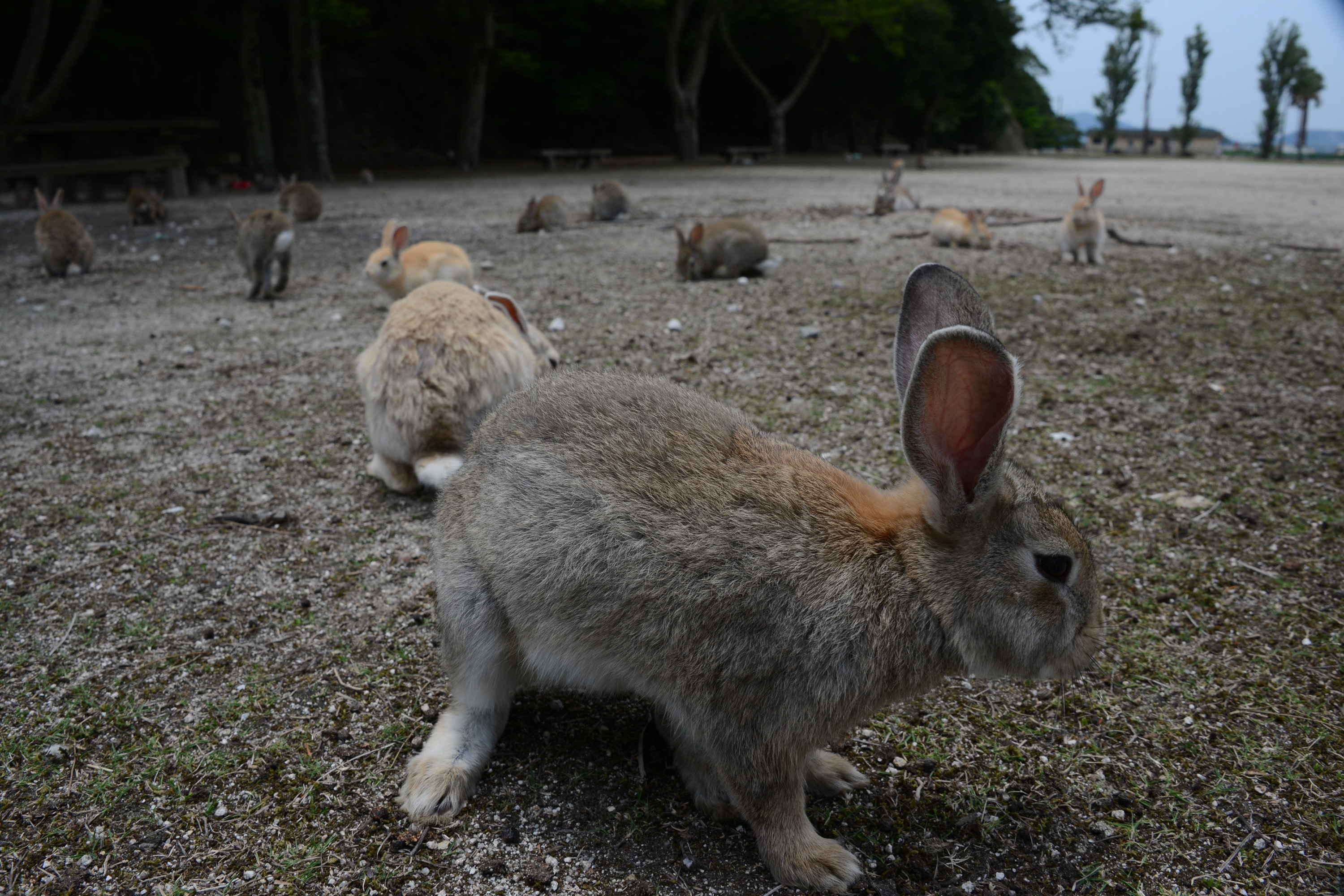
大久野島上的野生穴兔
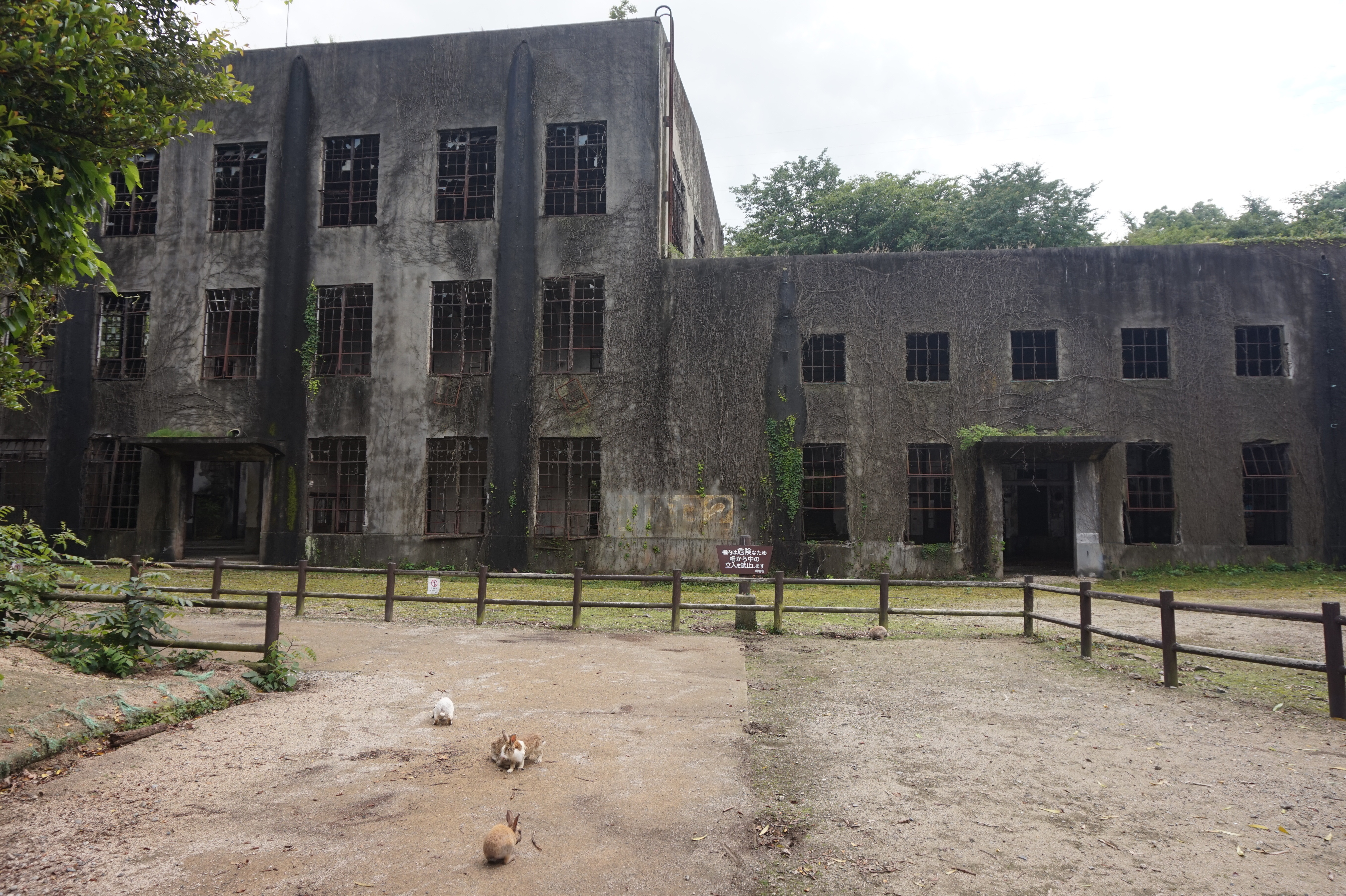
位於大久野島發電廠遺跡前的野生穴兔
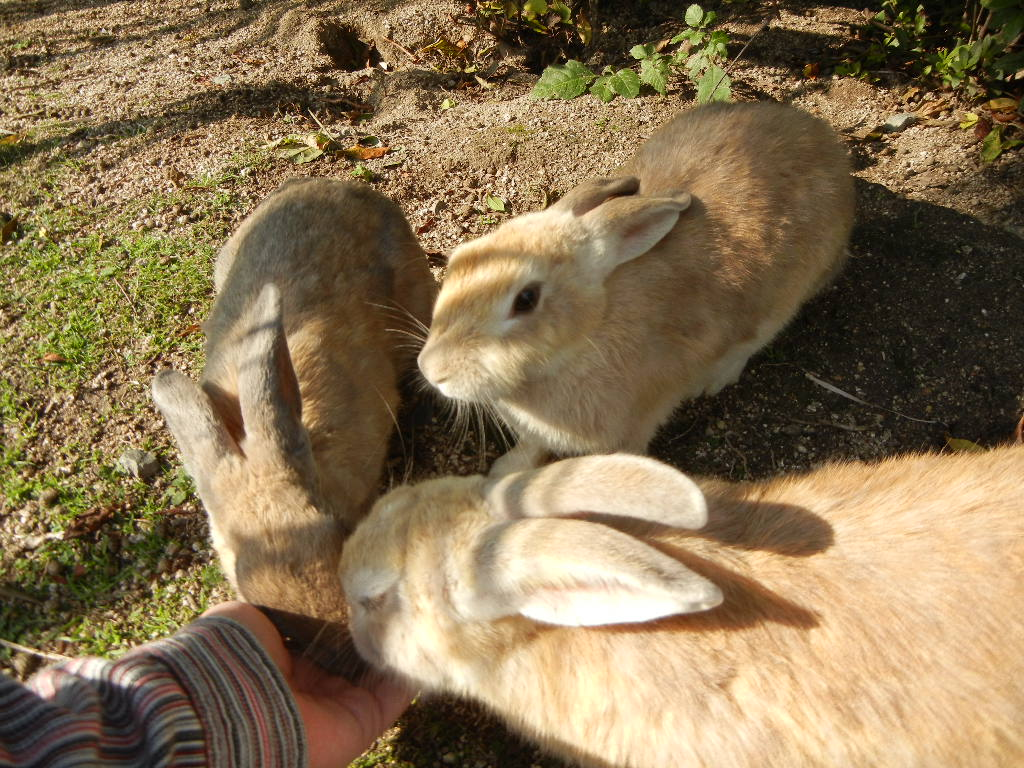
大久野島上的野生穴兔
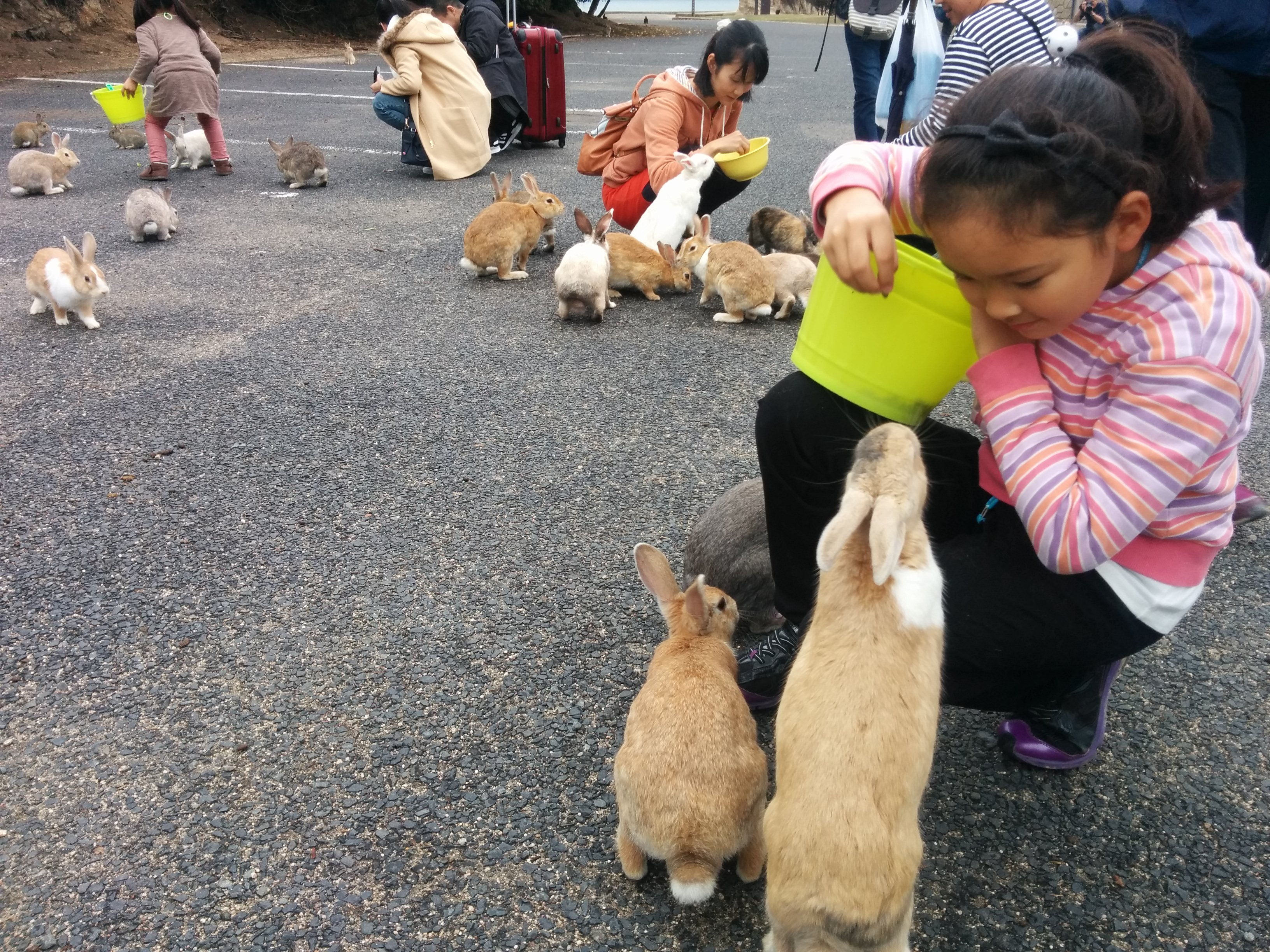
大久野島上觀光客及野生穴兔

## 交通
搭乘JR西日本的鐵路吳線至忠海站，出車站後徒步約7分鐘可到忠海港，再搭乘大三島渡輪或休暇村大久野島開設的渡輪航班，經約15分鐘航行即可抵達。

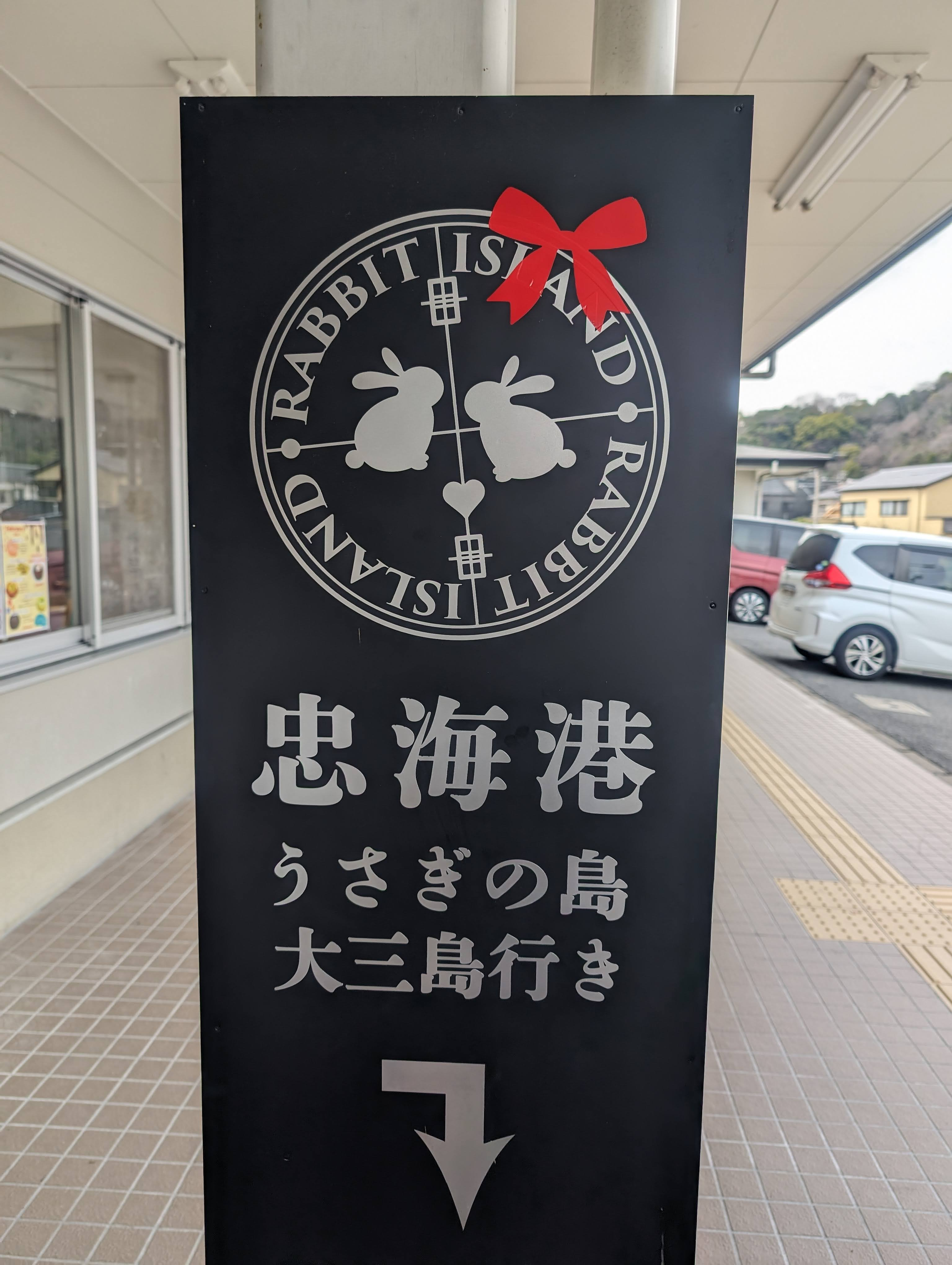
忠海車站前往忠海港的道路指引牌
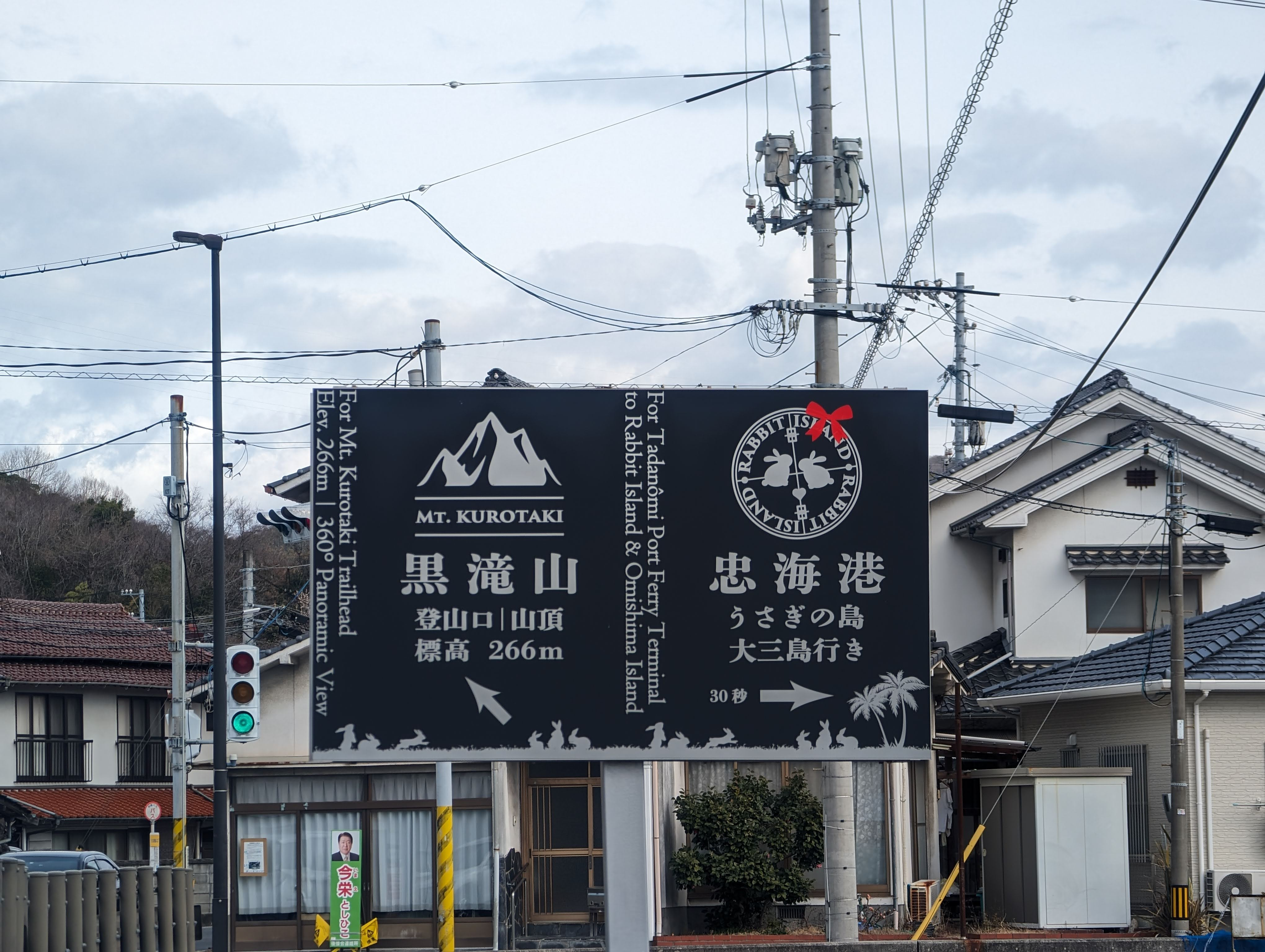
國道185號上前往忠海港的道路指引牌
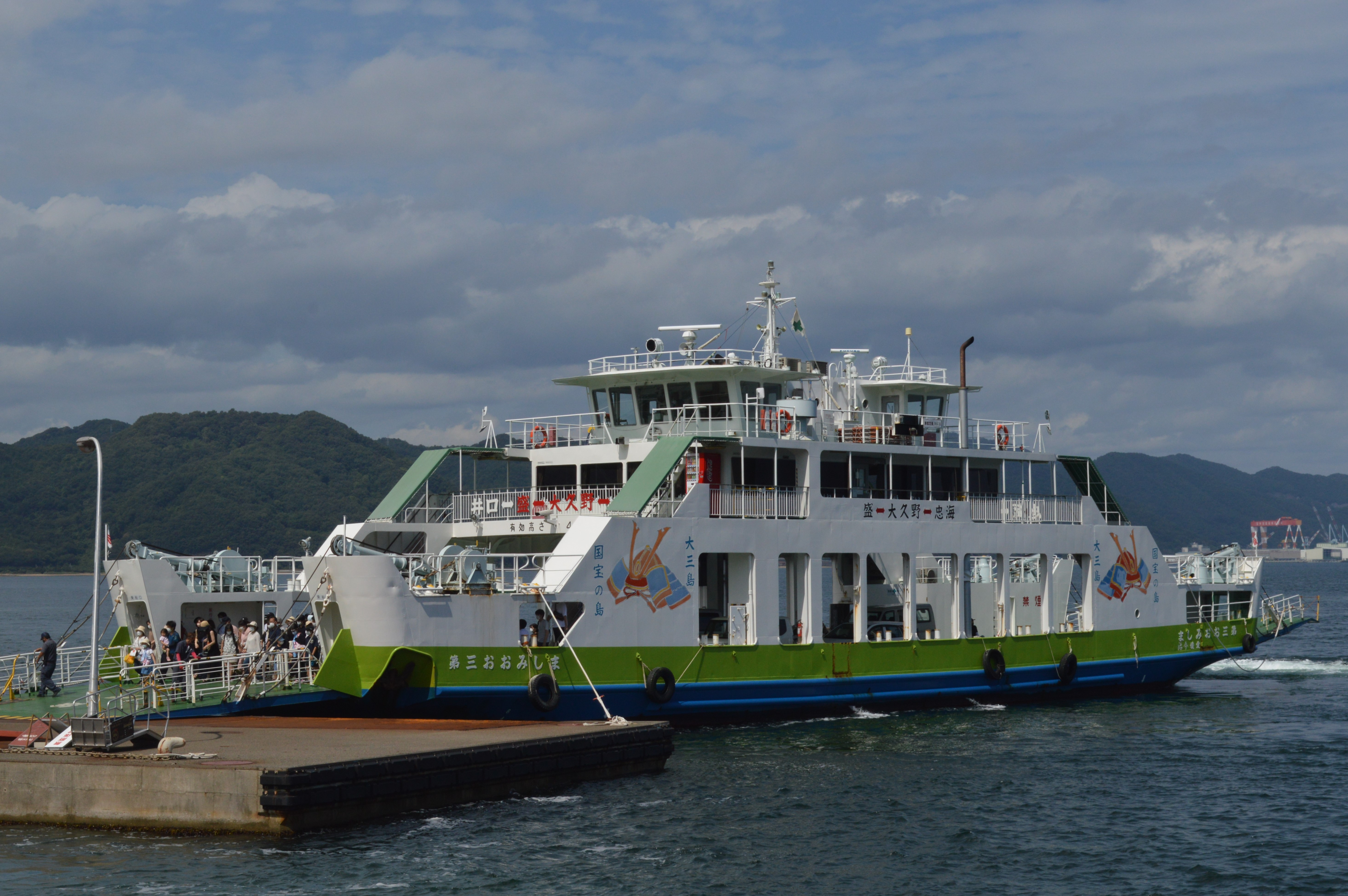
大三島渡輪的汽車渡輪
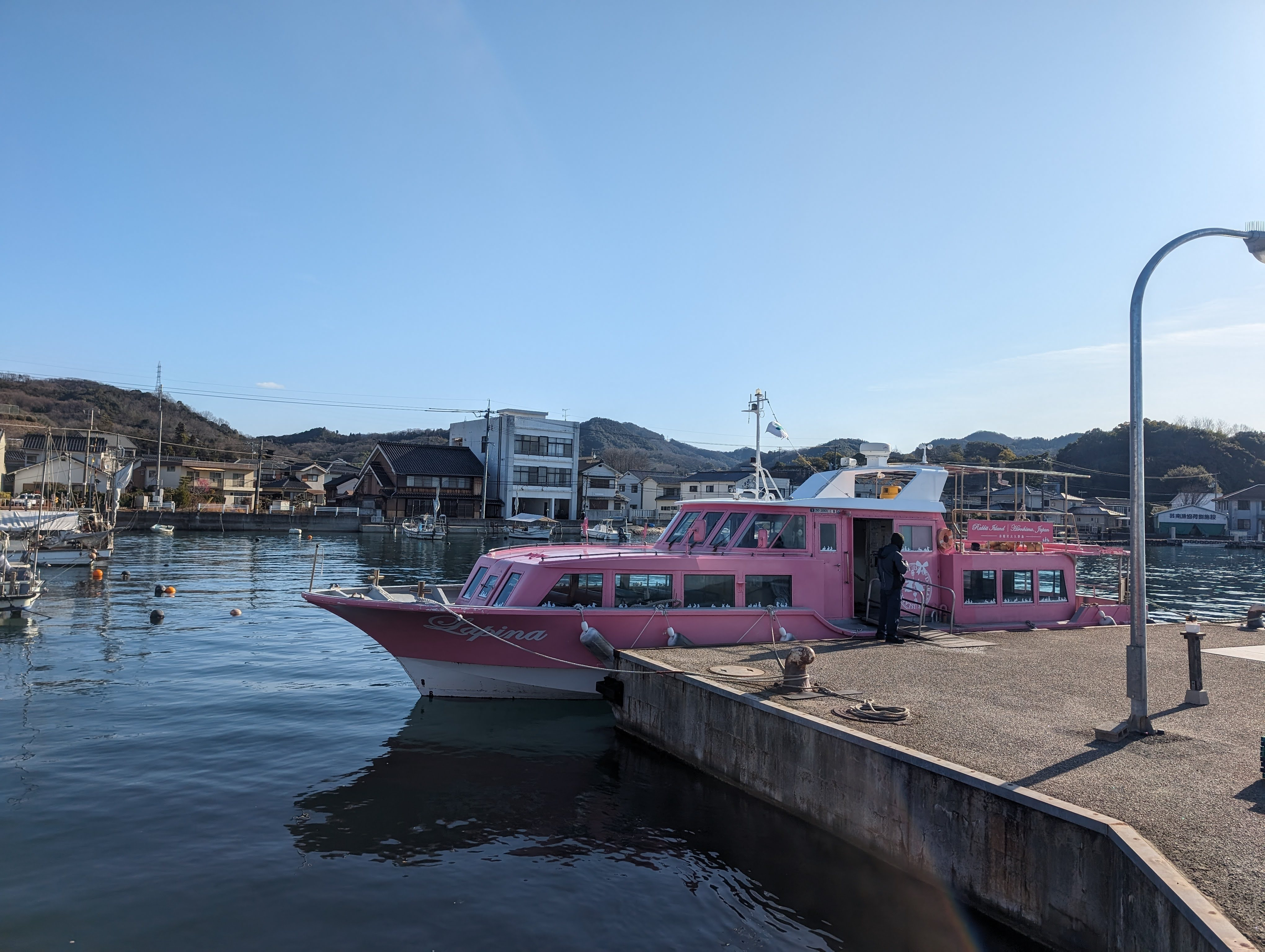
休暇村大久野島開設的渡輪船隻

## 相关作品
纪录片
- TBS電視台 NEWS23 《绫濑遥倾听「战争」～从地图上消失的秘密岛屿～》（2017年8月15日）

## 类似岛屿
- 田代島：位於日本宮城縣，以多貓著名。
- 蛇島：位於中国遼寧省大連市，島上多蝮蛇。

## 外部連結
- （日語） 兔子的樂園 大久野島 （页面存档备份，存于）
- （日語） 兔子的樂園 大久野島的Facebook專頁
- （日語） YouTube上的兔子的樂園 大久野島頻道
- （日語） 休暇村·大久野島 （页面存档备份，存于）
- （日語） 大久野島遊客中心 （页面存档备份，存于）
- （日語） 大久野島 - 毒氣和兔子 （页面存档备份，存于）